# Fort Bragg (Kalifornia)
Fort Bragg város az USA Kalifornia államában, Mendocino megyében. Lakosainak száma 6983 fő (2020. április 1.).

## Népesség
A település népességének változása:
| Lakosok száma | 7273 | 7359 | 6983 |
|               | 2010 | 2018 | 2020 |